# Clarksville (Nueva York)
Clarksville es un pueblo ubicado en el condado de Allegany en el estado estadounidense de Nueva York. En el año 2000 tenía una población de 1.146 habitantes y una densidad poblacional de 12.2 personas por km².

## Demografía
Según la Oficina del Censo en 2000 los ingresos medios por hogar en la localidad eran de $29,931, y los ingresos medios por familia eran $35,000. Los hombres tenían unos ingresos medios de $29,917 frente a los $20,000 para las mujeres. La renta per cápita para la localidad era de $13,931. Alrededor del 11.1% de la población estaban por debajo del umbral de pobreza.